# Maya-biosfeerreservaat
Het Maya-biosfeerreservaat (Spaans: Reserva de la biosfera maya) is een uitgestrekt beschermd natuurgebied in het noorden van Guatemala. Het is een biosfeerreservaat met een oppervlakte van 21.602 km² dat zich uitstrekt in de noordelijke helft van het departement Petén en aan de noord- en westkant grenst aan Mexico en in het oosten grenst aan Belize. Het werd in 1990 opgericht om het grootste oppervlakte aaneengesloten tropisch bos in Centraal-Amerika te beschermen. In het biosfeerreservaat bevinden zich verschillende nationale parken en beschermde biotopen met een strikter regime van natuurbeheer, evenals een groot aantal archeologische vindplaatsen gerelateerd aan de klassieke Mayabeschaving

## Natuurbehoud
Het Maya-biosfeerreservaat is onderverdeeld in verschillende zones —zogeheten kerngebieden, bufferzones en zones met gemengde functies— ieder met een eigen regime van natuurbeheer. 

### Kerngebieden
De kerngebieden bestaan uit verschillende nationale parken en beschermde biotopen; daarin zijn geen menselijke nederzettingen toegestaan en heerst een verbod op houtkap of onttrekking van andere natuurlijke hulpbronnen. Tot de kerngebieden van het biosfeerreservaat horen de nationale parken Laguna del Tigre, Sierra del Lacandón, Mirador-Río Azul, Tikal, de beschermde biotopen El Zotz, Naachtún-Dos Lagunas, Cerro Cahuí, Laguna del Tigre, evenals het natuurmonument El Pilar. Deze kerngebieden hebben samen een oppervlakte van 7670 km², wat overeenkomt met 36% van het Maya-biosfeerreservaat.

### Zones met gemengde functies en bufferzones
In de zones met gemengde functies (8484 km², 40%) en de bufferzones (4975 km², 24%), die samen het zuidelijke deel van het biosfeerreservaat vormen, zijn bepaalde gereguleerde economische activiteiten toegestaan. Het gaat hierbij onder meer om duurzame houtkap en het op duurzame wijze verzamelen van traditionele bosproducten, zoals chicle, xate (Chamaedorea elegans) en piment (Pimenta dioica). De overheid van Guatemala heeft de lokale gemeenschappen concessies voor duurzame bosbouw gegeven in afgebakende zones voor een periode van 25 jaar. Internationale organisaties, waaronder Forest Stewardship Council, certificeren activiteiten als duurzame houtkap. In 2005 werd 4500 km² gecertificeerd. 
In andere delen van de zones met gemengde functies hebben de lokale gemeenschappen het recht gekregen hun landbouwactiviteiten voort te zetten binnen afgebakende gebieden, de zogeheten polígonos agrícolas.

## Bedreigingen
De ecosystemen in het reservaat kampen met verschillende dreigingen als gevolg van menselijke activiteiten, waaronder illegale houtkap, afbranden van tropisch bos voor landbouw en veeteelt, stroperij, plundering van Mayaruïnes en drugshandel. Volgens de non-profitorganisatie Rainforest Alliance, die verschillende gemeenschapsontwikkelingsprojecten beheert in het gebied, is het bosareaal van het biosfeerreservaat met 13% afgenomen in de laatste 21 jaar. Een aantal van de meest extreme gevallen van ontbossing hebben zich voorgedaan in kerngebieden als de nationale parken Laguna del Tigre en Sierra del Lacandón. Het reservaat beschikt over onvoldoende financiële middelen en te weinig park- en boswachters om een reservaat van dit formaat effectief te beschermen.
- Library of Congress Control Number: sh00007253
- Nationale Bibliotheek van Tsjechië: ge1140974
- Nationale Bibliotheek van Israël: 987007291844805171
- Virtual International Authority File: 143913291
- WorldCat: E39PBJxxgdDcQ8tX3yhPcJ8wG3